# Ozarba laurea
Ozarba laurea là một loài bướm đêm trong họ Noctuidae.